# Refugi de Coma Obaga
El refugi de Coma Obaga és un refugi de muntanya de la Parròquia d'Ordino (Andorra) a 2.015 m d'altitud i situat a l'esquerra orogràfica de la Valira del Nord al costat del torrent de Coma Obaga.

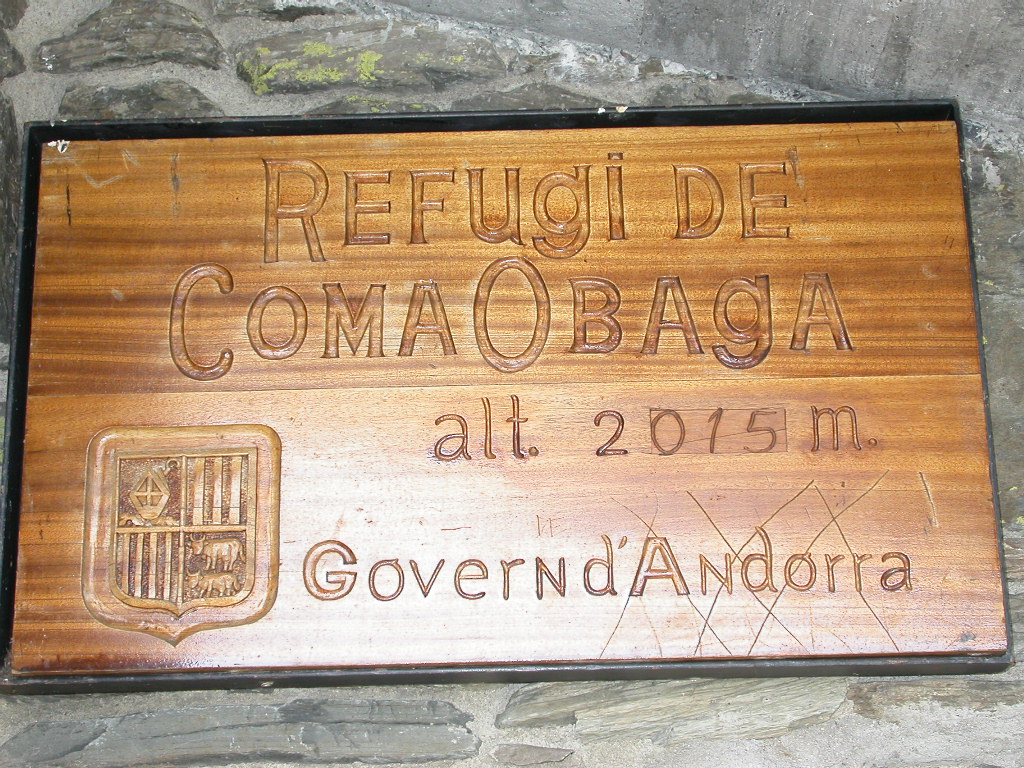
Placa identificativa a l'exterior.